# Trigonella plicata
Trigonella plicata är en ärtväxtart som beskrevs av Pierre Edmond Boissier. Trigonella plicata ingår i släktet trigonellor, och familjen ärtväxter. Inga underarter finns listade i Catalogue of Life.